# Grūžiai

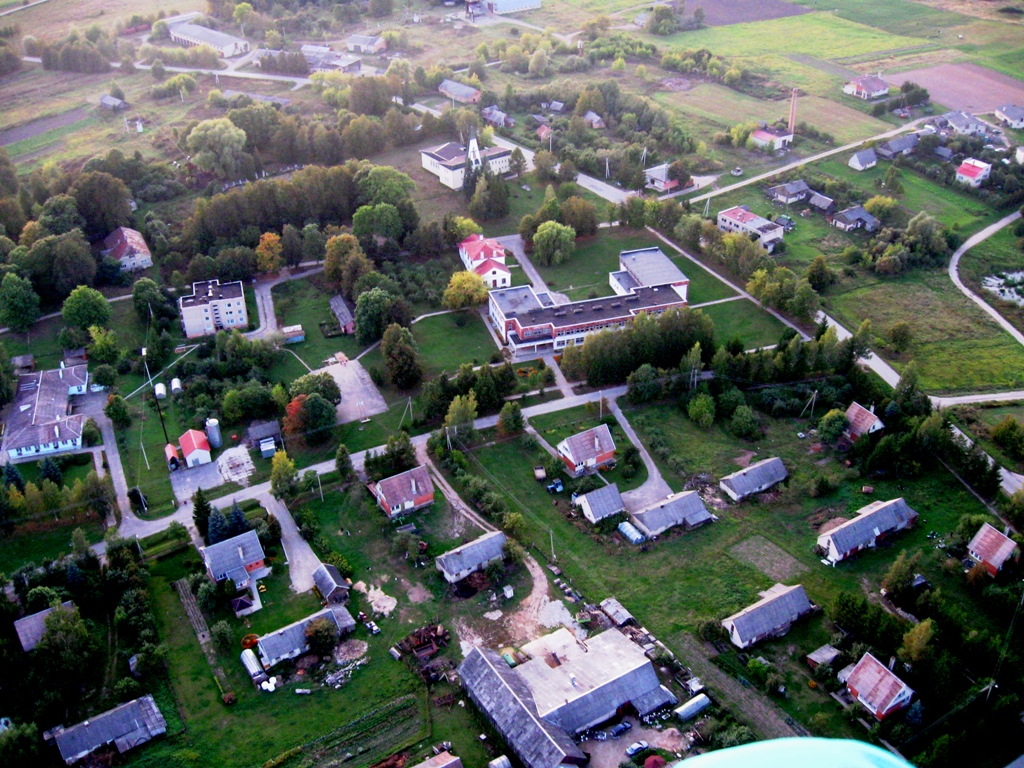
Luftbild von Grūžiai

Grūžiai (deutsch Grusche) ist ein Ort in der Rajongemeinde Pasvalys in Litauen. 
Der Ort entstand um ein erstmals 1586 erwähntes Landgut herum. Es gibt dort eine Schule und eine Kirche. Im Jahr 2011 zählt Grūžiai 237 Einwohner.